# 胡立歐·羅德里奎茲
胡立歐·亞奈爾·羅德里奎茲（西班牙語：Julio Yarnel Rodríguez，2000年12月29日—），為男子棒球員，美國職棒大聯盟的外野手，目前效力於西雅圖水手。

## 職業生涯
羅德里奎茲出生在人口約2萬人的洛馬德卡弗雷拉。2017年7月，他以國際自由球員身分加盟西雅圖水手。2018年，他在新人聯盟繳出3成15的打擊率，並敲出5轟與36分打點。
2019年，羅德里奎茲升上1A。他因為手骨骨折缺席部分賽季，後來在8月升上高階1A。這年小聯盟1A只有3位年僅18歲的選手，而羅德里奎茲就是其中一個。該年他的打擊率為3成26，並敲出12轟與69分打點。9月份，他成為水手新秀排行榜第二名，同時為全美棒球百大新秀第25名。
球季結束後，他到亞利桑那秋季聯盟繼續訓練，打擊率為2成88。而他也獲選為聯盟的未來之星。
2021年，羅德里奎茲在季中升上2A，並入選未來之星明星賽。2021年8月，他已經成為水手新秀第一名，全美百大新秀第二名。球隊因此將他放進40人名單，避免被球隊以規則五選秀選走。

## 外部連結
- 球員資訊和成績在MLB ，ESPN，Baseball Reference ，Baseball Reference (Minors) ，Fangraphs，The Baseball Cube （英文）